# Kate Garvey
Kate Garvey (nascida c. 1971) é uma executiva de relações públicas inglesa e ex-assessora do primeiro-ministro britânico Tony Blair. Ela é co-fundadora do Project Everyone, uma agência de comunicação e campanha que promove os Objetivos de Desenvolvimento Sustentável das Nações Unidas.

## Carreira

### Membro da equipe política
A carreira de Garvey começou como assistente pessoal do Partido Trabalhista sob o comando do líder Neil Kinnock. A partir daí, ela se mudou para se tornar a secretária do diário de Tony Blair.
Em 1994, durante a candidatura de Blair à liderança, Garvey sugeriu que Peter Mandelson, que na época estava sendo ridicularizado pelos sindicatos e outras facções trabalhistas, adotasse um "nome de guerra" para esconder seu papel considerável dentro da equipe de campanha. Mandelson concordou em ser chamado de "Bobby" por enquanto. Em seu discurso de vitória, Blair se referiu a Mandelson pelo nome falso.
De 1997 a 2005, exceto nas temporadas de campanha, Garvey trabalhou no Gabinete Privado do Primeiro-Ministro. Foi responsável pela apresentação e planejamento de eventos e visitas nacionais e estrangeiras. Em 2005, o papel de Garvey progrediu para agendamento. A assessora Katie Kay, que havia trabalhado para o conselheiro de Blair, John Birt, assumira o cargo de secretária do diário.
No circuito da campanha, Garvey trabalhou em nome de Blair nas eleições gerais de 1997 e de 2001. Uma história de 2001 no The Daily Telegraph, "Babes on the Bus that keep the Campaign journalists at bay", descreveu Garvey como parte de um grupo de mulheres liderado por Anji Hunter que manteve a disciplina na turnê política com sua atenção superior ao masculino detalhar. Na eleição de Blair em 2005, Garvey fez sua turnê eleitoral.

Em suas memórias A Journey, Blair refletiu sobre a importância de Garvey:
"[Ela] era a guardiã, a guardiã do diário. Há toda uma tese de doutorado a ser escrita por algum estudante político inteligente sobre a importância de se programar para um primeiro-ministro ou presidente moderno... Ela correu o diário com um aperto de ferro e estava bastante preparada para apertar as bolas com muita força, de fato, de qualquer um que interferisse, mas com um sorriso vitorioso, é claro."

### Relações públicas
Depois de deixar o governo em 2005, Garvey trabalhou na campanha de caridade de Bob Geldof, Make Poverty History, que produziu os concertos Live 8. Nesse mesmo ano, ela foi contratada pela empresa de relações públicas Freud Communications como chefe de assuntos públicos e sociais.
Garvey foi selecionada pelo Fórum Econômico Mundial em 2007 como uma "Jovem Líder Global", uma designação concedida às pessoas com menos de quarenta anos que demonstraram qualidades de liderança.
Garvey é mencionada em um perfil do Telegraph de 2008 sobre Matthew Freud como 'supostamente gerenciando o relacionamento Freud-Blair'. O artigo descreve uma conexão contínua de Blair e Freud em termos de socialização (Freud dando festas com celebridades), bem como Freud aconselhando Tony e Cherie Blair sobre a melhor forma de explorar eventos como o retiro do Fórum Econômico Mundial de Davos ('que festas vá para').
Um artigo de 2010 da PRWeek mencionou os clientes de Garvey como incluindo os Jogos Olímpicos e Paraolímpicos de 2012, ambos realizados em Londres. Outros clientes incluíram a Tony Blair Faith Foundation, Live Earth, a campanha Maternal Mortality e a rainha Rania da Jordânia. Uma biografia anterior mencionou Garvey como tendo servido ao cantor Bono.
Garvey é cofundadora do Project Everyone, um grupo de campanha dedicado a promover os Objetivos de Desenvolvimento Sustentável das Nações Unidas.

## Vida pessoal
Garvey é casada com Jimmy Wales, cofundador da Wikipédia. É o terceiro casamento de Wales e o primeiro de Garvey.
O casal se conheceu em Mônaco em 2009 e começou a namorar em 2010 depois de se encontrar novamente em Davos. Ambos foram Jovens Líderes Globais em 2007. Em 2011, Wales mudou-se para a Grã-Bretanha. Eles se casaram em outubro de 2012 na Capela de Wesley em Londres.
Garvey e Wales moram em Londres com suas duas filhas.